# 11º Gruppo radar
L'11º Gruppo radar dell'Aeronautica Militare (abbreviato 11º Gr.R.A.M.) fu un ente dell'Aeronautica Militare, disciolto nel 1998, ubicato a Poggio Renatico (FE) con il compito di sorvegliare lo spazio aereo H24, tutti i giorni dell'anno e di guidare i caccia della difesa aerea e gli intercettori teleguidati della difesa aerea nazionale del 17º stormo dell'ex 1ª Brigata Aerea dotata di Nike Hercules ed in caso di necessità delle unità del Comando artiglieria contraerei dell'Esercito dotate di Raytheon MIM-23 Hawk, quando a questi viene ordinato di intervenire.
Sul suo sedime è stato strutturato il Gruppo riporto e controllo difesa aerea.

## Storia
Il reparto fu fondato nel 1951 con il nome di 11º Posto di Riporto e Controllo (o anche 11 °C.R.P. - acronimo dell'inglese Control and Reporting Post) quando l'Aeronautica Militare installò sul sedime aeroportuale di Ferrara una stazione radar mobile dotata di antenna "AMES 10", che lavorava in coppia con la sua gemella di Punta Marina (Ravenna), e fu trasferito sulla Base aerea di Poggio Renatico il 15 luglio 1972, dove era stato nel frattempo installato un nuovo e più performante sistema radar, dotato del sensore tridimensionale ARES B, di produzione francese. Negli anni seguenti fu ridenominato dapprima 11º Centro Radar dell'Aeronautica Militare (CRAM) dal 1º luglio 1974 e poi, nel 1983,  11º Gruppo radar dell'Aeronautica Militare.
Inserito fin dal tempo di pace della catena di avvistamento radar della NATO, condivideva il suo compito insieme agli altri gruppi radar dell'Aeronautica Militare e cioè il 12º, il 13º, il 14º, il 15º, il 21º, il 22º, il 23º, il 31º, il 32º, il 33º, il 34º e il 35º.
Dal 1993 al 1995 ha partecipato all'Operazione Deny Flight.

## Eredità
Dopo il suo scioglimento nel 1998, il suo sedime è diventato la sede del Centro Operativo (CO) del C.O.F.A. (Comando Operativo delle Forze Aeree) e del C.A.O.C. 5 (Centro Operazioni Aeree Combinate) della NATO dal 1º settembre 1999, mentre i suoi uomini e le sue attrezzature sono stati assorbiti da quest'ultimo. Dopo il definitivo trasferimento del C.O.F.A. dall'Aeroporto di Vicenza del 1º settembre 2003, gli "ex" dell'11º Gruppo radar inquadrati nella Sezione Operativa Difesa Aerea (SODA) del CO dal 7 luglio 2004 la SODA passa nella Direzione Operazioni Aeree Correnti del C.O.F.A. continuando sempre a svolgere il loro compito senza soluzione di continuità e diventando Gruppo Riporto Controllo Difesa Aerea (GRCDA) .
Il 1º novembre 2006 il GRCDA del C.O.F.A., che svolgeva anche i compiti dell'11º Gruppo radar (formato soprattutto dagli uomini che vi avevano lavorato), ha avuto nuovamente il rango di reparto a sé stante ed è stata riconfigurata come Gruppo riporto e controllo difesa aerea dipendente dal COFA.
Nel 2014, il GRCDA è stato soppresso come ente autonomo e le sue funzioni sono state assorbite nell'ambito dell'Air Control Centre (ARS) del Comando operazioni aeree (COA) di Poggio Renatico.

## Gruppi radar operativi
- Gruppo riporto e controllo difesa aerea - Poggio Renatico (FE)
- 22º Gruppo radar A.M. - Licola (NA)

## Altri gruppi e centri radar disciolti
- 12º Gruppo radar A.M. - Mortara (PV)
- 13º Gruppo radar A.M.[2] - Portogruaro (VE)
- 14º Gruppo radar A.M. - Porto Potenza Picena (MC)
- 15º Gruppo radar A.M. - Capo Mele, Andora (SV)
- 16º Centro radar A.M. - Monte Telegrafo, Bressanone (BZ)
- 17º Gruppo radar A.M.[3] - Monte Scinauz, Pontebba (UD)
- 21º Gruppo radar A.M. - loc. Poggio Ballone, Tirli (GR)
- 23º Gruppo radar A.M. - Terralba (OR)
- 31º Gruppo radar A.M. - loc. Monte Jacotenente, Monte Sant'Angelo (FG)
- 32º Gruppo radar A.M.[4] - Otranto (LE)
- 33º Gruppo radar A.M. - Pescara
- 34º Gruppo radar A.M.[4] - contrada Mezzogregorio, Noto (SR)
- 35º Gruppo radar A.M. - Marsala (TP)
- 36° Gruppo radar A.M. - Isola di Capo Rizzuto (KR)